# Šahovski oskar
Šahovski oskar (originalen naziv Oscar) je mednarodna nagrada, ki se je vsako leto podeljevala najboljšemu šahistu. Zmagovalca so izbirali strokovnjaki iz celega sveta, vključno z velemojstri. Nagrada je v obliki bronastega kipa, na katerem je napis The Fascinated Wanderer (Čudežni potepuh). Pobudnika in ustanovitelja nagrade sta bila španski novinar Jordi Puig Laborda in srbski šahist in šahovski publicist Dimitrije Bjelica, podeljevalo pa jo je Združenje šahovskih medijev (AIP).

## Zgodovina nagrade
Nagrada je bila prvič podeljena za dosežke v letu 1967 na turnirju v Palmi de Mallorci, ko jo je prejel danski šahovski velemojster Bent Larsen. Prvih pet let je nagrada spreminjala fizično obliko. Končno obliko bronastega kipa je oblikoval ruski kipar Aleksander Smirnov po liku iz romana znamenitega ruskega pisatelja Nikolaja Leskova. V obdobju med leti 1982 in 1988 so nagrado podeljevali tudi najboljšim šahistkam. Po smrti Jordija Puiga Laborde in razpadu Združenja šahovskih medijev  v obdobju med leti 1988 in 1994 nagrada ni bila podeljevana. Od leta 1995 nadalje pa je podeljevanje nagrade koordinirala ruska šahovska revija »64«.  Z letom 2014 je revija prenehala s podeljevanjem nagrade »Šahovski oskar«.
Končna oblika kipca temelji na kratki zgodbi ruskega pisatelja Nikolaja Leskova iz leta 1873. V tej zgodbi je naslovni lik, Ivan Fljagin, konjski trener in nasilnež. Ob njegovem rojstvu se je njegova mati zaobljubila, da bo Ivan življenje posvetil cerkvi. Ivan porabi veliko let, da bi se izognil tej usodi, sčasoma pa se vda v usodo  in postane menih, ne iz duhovnih razlogov, ampak zaradi revščine. 
Med šahisti nagrada uživa velik ugled.

## Prejemniki nagrade
Nagrado Šahovski Oskar so prejeli
- 1967 Bent Larsen (Danska)
- 1968 Boris Spaski (Sovjetska zveza)
- 1969 Boris Spaski (Sovjetska zveza)
- 1970 Robert Fischer (ZDA)
- 1971 Robert Fischer (ZDA)
- 1972 Robert Fischer (ZDA)
- 1973 Anatolij Karpov (Sovjetska zveza)
- 1974 Anatolij Karpov (Sovjetska zveza)
- 1975 Anatolij Karpov (Sovjetska zveza)
- 1976 Anatolij Karpov (Sovjetska zveza)
- 1977 Anatolij Karpov (Sovjetska zveza)
- 1978 Viktor Korčnoj (Švica)
- 1979 Anatolij Karpov (Sovjetska zveza)
- 1980 Anatolij Karpov (Sovjetska zveza)
- 1981 Anatolij Karpov (Sovjetska zveza)
- 1982 Gari Kasparov (Sovjetska zveza)
- 1983 Gari Kasparov (Sovjetska zveza)
- 1984 Anatolij Karpov (Sovjetska zveza)
- 1985 Gari Kasparov (Sovjetska zveza)
- 1986 Gari Kasparov (Sovjetska zveza)
- 1987 Gari Kasparov (Sovjetska zveza)
- 1988 Gari Kasparov (Sovjetska zveza)
- 1989 ni podeeljena
- 1990 ni podeljena
- 1991 ni podeljena
- 1992 ni podeljena
- 1993 ni podeljena
- 1994 ni podeljena
- 1995 Gari Kasparov (Rusija)
- 1996 Gari Kasparov (Rusija)
- 1997 Višvanatan Anand (Indija)
- 1998 Višvanatan Anand (Indija)
- 1999 Gari Kasparov (Rusija)
- 2000 Vladimir Kramnik (Rusija)
- 2001 Gari Kasparov (Rusija)
- 2002 Gari Kasparov (Rusija) [5]
- 2003 Višvanatan Anand (Indija) [6][7]
- 2004 Višvanatan Anand (Indija)
- 2005 Veselin Topalov (Bolgarija) [8]
- 2006 Vladimir Kramnik (Rusija) [9]
- 2007 Višvanatan Anand (Indija) [10]
- 2008 Višvanatan Anand (Indija) [11]
- 2009 Magnus Carlsen (Norveška) [12]
- 2010 Magnus Carlsen (Norveška) [13]
- 2011 Magnus Carlsen (Norveška) [14]
- 2012 Magnus Carlsen (Norveška) [15]
- 2013 Magnus Carlsen (Norveška) [16]

Nagrado Šahovski Oskar za najboljšo šahistko leta so prejele:
- 1982 Nona Gaprindašvili (Sovjetska zveza)
- 1983 Pia Cramling (Švedska)
- 1984 Maja Čiburdanidze (Sovjetska zveza)
- 1985 Maja Čiburdanidze (Sovjetska zveza)
- 1986 Maja Čiburdanidze (Sovjetska zveza)
- 1987 Maja Čiburdanidze (Sovjetska zveza)
- 1988 Judit Polgar (Madžarska)